# 2019年曼比季炸彈襲擊
2019年曼比季炸彈襲擊發生在2019年1月16日，遇襲的是敘利亞曼比季一個繁忙市集，當時美軍正作日常巡邏。襲擊造成19人死亡，包括4名來自中央司令部的人員，分別是2名軍人、1名情報專家和1名承辦人，3名美軍男兵也受傷。伊斯蘭國承認策劃襲擊。

## 死傷
襲擊發生後2日的1月18日，美国国防部發表聲明證實3名男兵的身份。由於死亡的承辦人並非軍人，當局未有公佈其姓名。殉職的包括博因顿海滩的陆军一级准尉二－37歲的Jonathan R. Farmer。Farmer被調派至肯塔基州坎贝尔堡第五特种部队（空降兵）第3营。另外紐約上州的海军首席密码技术员（解說）－35歲的Shannon M. Kent也身亡。Kent被調派到馬里蘭州乔治‧G‧米德堡解碼戰爭活動第66部。第三名殉職人員為圣路易斯的國防部情報官員Scott A. Wirtz。Wirtz被調派至國防情報局作為行動支援人員。

## 後續
1月19日，美國總統特朗普前往特拉華州多佛的多佛空军基地期間向殉職美國人表達哀悼和致敬，其後載有他們遺體的軍機在空軍基地降落。